# 디강 (웨일스)

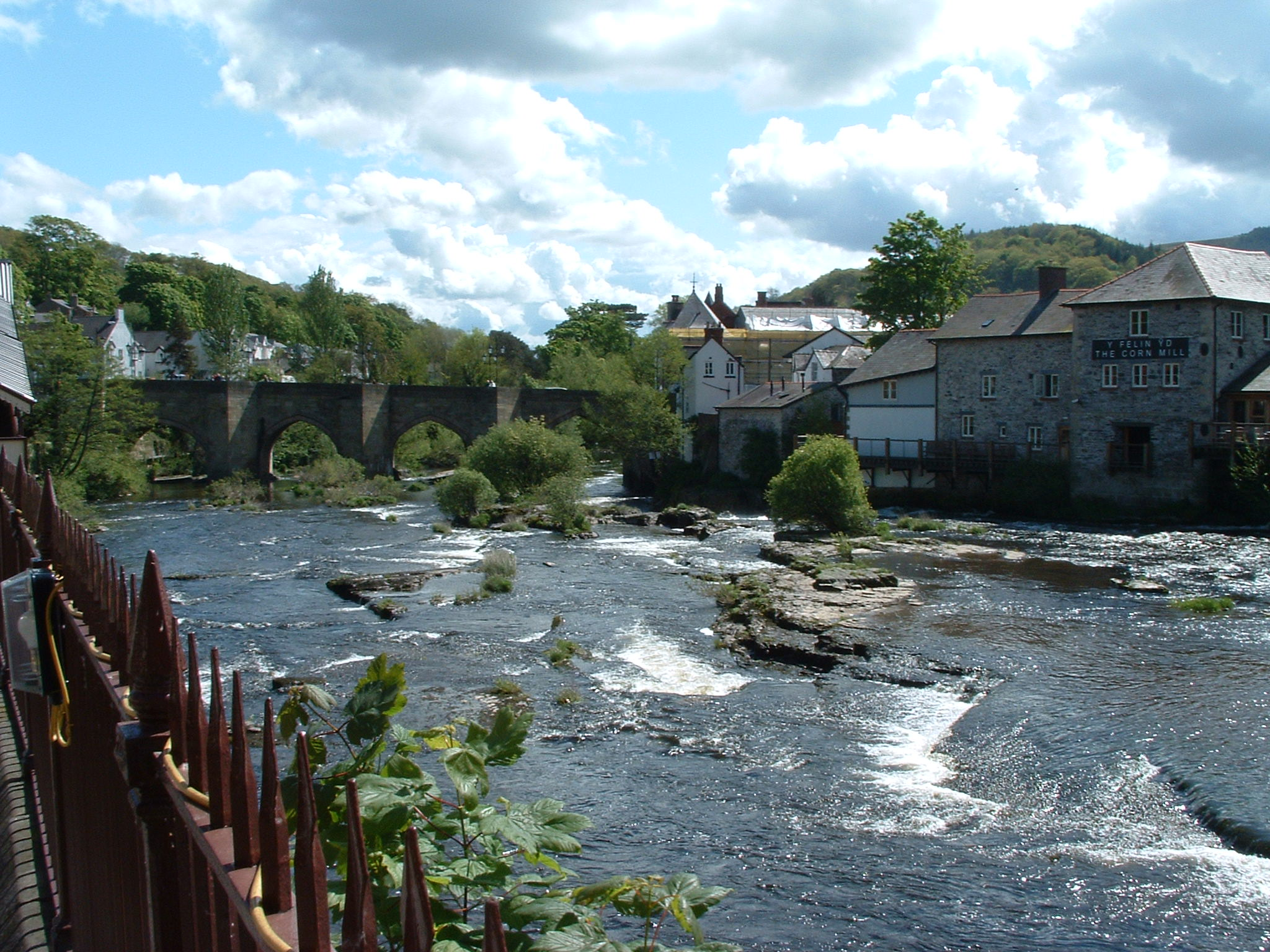
디강

디강(River Dee)은 웨일스 스노도니아를 흐르는 강으로, 길이는 113 km (70 mi), 유역 면적은 1,816.8 km2 (701.5 mi2)이다. 잉글랜드의 체스터, 위럴반도로 연결된다.